# Natalie Hall
Pour les articles homonymes, voir Hall.
Natalie Melinda Hall (née le 25 janvier 1990 à Vancouver au Canada) est une actrice canadienne.

## Biographie
Depuis le 25 novembre 2009, Natalie joue le rôle de Colby Chandler dans le soap opéra La Force du destin. Elle incarne également, depuis 2011, Kate Randall, la demi-sœur de Hanna Marin (Ashley Benson) dans la série Pretty Little Liars.

## Vie personnelle
En octobre 2010, Natalie a commencé à fréquenter l'acteur, Brandon Barash. Après s'être fiancés en décembre 2011, ils se sont séparés en octobre 2012.

## Filmographie

### Cinéma
- 2004 - Have You Heard? Secret Central : Tes Taylor
- 2010 - Rising Stars : Brenna
- 2012 - L'Amour fait sa loi
- 2013 : Plus One de Dennis Iliadis (en) : Melanie
- 2015 : The Curse of Sleeping Beauty : Linda
- 2017 : Line of Fire (Only the Brave)  de Joseph Kosinski : Natalie Johnson
- 2021 : Happy New Love

### Télévision
- 2008 : New York, unité spéciale : Shelby Crawford (1 épisode)
- 2009 : The Good Wife : Maura (Saison 1 - Épisode 2 : Stripped)
- 2009 - 2011 : La Force du destin : Colby Chandler (181 épisodes)
- 2011 : Noël au Far West (Love's Christmas Journey) : Ellie Davis
- 2011 - 2012 : Pretty Little Liars : Kate Randall (5 épisodes)
- 2012 : L'amour fait sa loi : Jennifer
- 2013 : Drop Dead Diva : Britney / Jane Bingum (3 épisodes)
- 2014 : Star-Crossed : Taylor
- 2014 : True Blood : Amber Mills
- 2017 : UnREAL : Candy Coco
- 2018 : Charmed (2018) : Lucy
- 2019 : Princesse incognito : Carly / La princesse Carlotta
- 2020 : Mon fiancé mystère : Hayley